# (52295) Köppen
(52295) Köppen ist ein Asteroid des Hauptgürtels, der vom belgischen Astronomen Eric Walter Elst am 15. November 1990 am La-Silla-Observatorium (IAU-Code 809) der Europäischen Südsternwarte in Chile entdeckt wurde.
Benannt wurde der Asteroid am 12. März 2017 nach dem deutschen und russischen Geographen, Meteorologen, Klimatologen und Botaniker Wladimir Köppen (1846–1940), dessen 1936 veröffentlichtes Werk Geographisches System der Klimate, das die erste objektive Klimaklassifizierung der Erde darstellt, heute noch von großer Bedeutung ist.